# Cargoitalia
Cargoitalia was een Italiaanse luchtvrachtmaatschappij met haar thuisbasis in Rome. Cargoitalia is opgericht in 2005. Alle vluchten buiten Europa worden uitgevoerd met vliegtuigen van het type MD-11F.

## Bestemmingen
Cargoitalia voert lijnvluchten uit naar: (juli 2007)
- Barcelona, Chennai, Dhaka, Milaan, Mumbai, München, New York, Osaka, Shanghai.

## Vloot
De vloot van Cargoitalia bestaat uit: (september 2011)